# Marie des intrigues
Marie des intrigues est un roman historique de Juliette Benzoni paru en 2004 chez Plon. Il constitue le premier volet de la série Marie des intrigues.

## Histoire
Dotée d’une beauté éclatante et d’une joie de vivre irrésistible, Marie-Aimée de Rohan-Montbazon fait partie des femmes les plus enviées du royaume. Alors quand Louis XIII la chasse brutalement de la cour, elle se jure de laver cet affront. Pour parvenir à ses fins, elle convainc Claude de Chevreuse de l’épouser et reprend aussitôt sa place privilégiée auprès de la reine Anne d’Autriche, dont elle est l’une des favorites. Décidée à se venger du Roi, Marie va user de son esprit acéré et de ses charmes pour concevoir les intrigues les plus raffinées. Malgré un chemin semé d’embûches – un amour destructeur pour un aristocrate anglais, l’hostilité farouche d’un certain cardinal de Richelieu -, elle ne renoncera jamais à ce qu’elle aime plus passionnément que les joies de l’amour et les fastes de la cour : le pouvoir…